# Federazione Italiana Bocce
La Federazione Italiana bocce (FIB) è una federazione sportiva che ha il compito di promuovere la pratica sportiva delle bocce e coordinarne le attività dilettantistiche ed agonistiche in Italia.
È affiliata al Comitato olimpico nazionale italiano (CONI).